# Square de Monsoreau
Le square de Monsoreau est une voie située dans le quartier Orteaux du 20e arrondissement de Paris en France.

## Situation et accès
Le square de Monsoreau est une voie privée et fermée, non visitable.
Il est desservi à proximité par la ligne 2 à la station Alexandre Dumas.

## Origine du nom
Elle porte le nom de l'un des romans d'Alexandre Dumas, La Dame de Monsoreau , roman inspiré de l'histoire d'amour entre Françoise de Maridor, dame de Montsoreau, et Louis de Bussy d'Amboise. Le Château de Montsoreau situé dans le village de Montsoreau, est orthographié Monsoreau pour les besoins du récit. La rue Alexandre-Dumas et la rue Monte-Cristo, autre roman d'Alexandre Dumas, sont situées à proximité immédiate.

## Historique
La voie est créée en 1971 dans le cadre de reconstruction d'un quartier insalubre sous le nom provisoire de « voie CF/20 » et prend sa dénomination actuelle par un décret préfectoral du 6 décembre 1971.